# Maurus vogelii
Maurus vogelii (Marokkaans bruin blauwtje) is een vlinder uit de familie uit de familie van de Lycaenidae (kleine pages, vuurvlinders en blauwtjes). De wetenschappelijke naam van deze soort is voor het eerst in 1920 gepubliceerd door Charles Oberthür. 

## Verspreiding
Deze soort is endemisch voor Marokko.

## Ondersoorten
- Maurus vogelii vogelii (Oberthür, 1920) (Midden-Atlas)
- Maurus vogelii insperatus Tennent, 1996 (Hoge Atlas)

## Vliegtijd
Ondersoort vogelii vliegt in één generatie van half augustus tot half september. Ondersoort insperatus vliegt van eind mei tot in juni.

## Biotoop
De biotoop bestaat uit stenige hellingen met spaarzame vegetatie. Ondersoort insperatus komt voor op 2400-2880 meter hoogte.

## Waardplanten
De rups leeft op Erodium cheilanthifolium (Geraniaceae).